# Cmentarz żydowski w Tucholi
Cmentarz żydowski w Tucholi – nieistniejący kirkut w mieście Tuchola. Został założony w XIX wieku. Miał powierzchnię 3,89 ha. W czasie II wojny światowej został zniszczony. Mieści się przy ulicy Towarowej. Nie zachowały się na nim żadne macewy.